# Yves Benoist

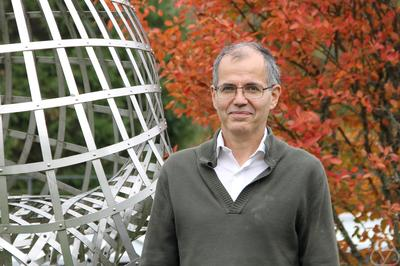
Yves Benoist

Yves Benoist (* 1959) ist ein französischer Mathematiker, der sich unter anderem mit Dynamik von Gruppen auf homogenen Räumen befasst. Er ist Directeur de recherche des CNRS und lehrt an der Universität Paris-Süd.

## Werk
Benoist wurde 1983 an der Universität Paris VII mit der Schrift  Espaces symétriques exponentiels promoviert. 1990 löste er mit Patrick Foulon (* 1954) und François Labourie eine lange offene Vermutung über Anosov-Flüsse auf kompakten, negativ gekrümmten Mannigfaltigkeiten. In den 2000er Jahren schrieb er eine Reihe von Arbeiten über die diskrete Automorphismengruppe bestimmter offener konvexer Mengen im projektiven Raum (und periodische Pflasterungen mit diesen), z. B. Kegelschnitten.
2011 erhielt er mit seinem ehemaligen Doktoranden Jean-François Quint den Clay Research Award. In der Laudatio wurde ihre spektakuläre Arbeit über stationäre Maße und geschlossene Orbiten für Wirkungen nichtabelscher Gruppen auf homogenen Räumen hervorgehoben und speziell ihr Beweis einer Vermutung von Hillel Fürstenberg. Sie zeigten, dass in homogenen Räumen mit endlichem Volumen die Orbiten einer Zufallsbewegung mit einer Zariski-dichten Untergruppe gleichverteilt sind. Als einfaches Beispiel betrachteten sie die Katzenabbildung von Wladimir Arnold auf dem Torus, die diesen in sich abbildet. Während rationale Punkte endliche Orbiten haben, haben irrationale unendliche, aber nicht unbedingt gleichverteilte. Für die Kombination einer ersten Katzenabbildung T mit einer geeignet gewählten zweiten Katzenabbildung U folgt aus ihrem Theorem, dass bei zufälliger Abfolge der Abbildungen T und U die Orbiten aller irrationalen Punkte gleichverteilt ist.
Er hielt 2012 die Takagi Lecture in Kyoto am Research Institute for Mathematical Sciences (RIMS). 2014 war er Eingeladener Sprecher auf dem ICM in Seoul (Recurrence on the space of lattices). Er ist Professor an der Universität Paris-Saclay.
Zu seinen Doktoranden gehören Bruno Klingler und Fanny Kassel.

## Schriften
- Mit N. de Saxcé: A spectral gap theorem in simple Lie groups. Invent. Math. 205 (2016), no. 2, 337–361.
- Mit J.-F. Quint: Mesures stationnaires et fermés invariants des espaces homogènes. I: Ann. of Math. (2) 174 (2011), no. 2, 1111–1162. II: J. Amer. Math. Soc. 26 (2013), no. 3, 659–734. III: Ann. of Math. (2) 178 (2013), no. 3, 1017–1059.
- Mit J.-F. Quint: Random walks on finite volume homogeneous spaces. Invent. Math. 187 (2012), no. 1, 37–59.
- Convexes divisibles.
  - I: Algebraic groups and arithmetic, 339–374, Tata Inst. Fund. Res., Mumbai, 2004.
  - II: Duke Math. J. 120 (2003), no. 1, 97–120.
  - III: Ann. Sci. École Norm. Sup. (4) 38 (2005), no. 5, 793–832.
  - IV: Invent. Math. 164 (2006), no. 2, 249–278.
- Propriétés asymptotiques des groupes linéaires. Geom. Funct. Anal. 7 (1997), no. 1, 1–47.
- Actions propres sur les espaces homogènes réductifs. Ann. of Math. (2) 144 (1996), no. 2, 315–347.
- Mit P. Foulon, F. Labourie: Flots d’Anosov à distributions stable et instable différentiables. J. Amer. Math. Soc. 5 (1992), no. 1, 33–74.